# Xian de Chenxi
Le xian de Chenxi (辰溪县 ; pinyin : Chénxi Xiàn) est un district administratif de la province du Hunan en Chine. Il est placé sous la juridiction de la ville-préfecture de Huaihua.

## Démographie
La population du district était de 506 923 habitants en 1999.